# 鳩野比奈
鳩野 比奈（はとの ひな）は、日本の女性声優。主にアダルトゲームに声をあてている。愛称は「鳩野司令」。

## 出演
太字はメインキャラクター。

### アダルトアニメ
- Piaキャロットへようこそ!!2（1999年、日野森美奈）
- Natural -身も心も-（1999年、多上愛姫）
- おしえて Re:メイド（2007年、彩辺紫）

### 一般向ゲーム
- なついろ〜星屑のメモリー〜（2004年、室星朱音）

### アダルトゲーム
1996年
- きゃんきゃんバニーシリーズ
  - きゃんきゃんバニーエクストラDX（坂本春菜）
  - きゃんきゃんバニープルミエール2（檜山有紀、ミーナ）

1997年
- Piaキャロットへようこそ!!2（日野森美奈）
- バーチャルコール3（佐倉美弥子、宇田川いずみ）
- AKIKO HARD（内山恭子、ニュースキャスター）
- ア・ラ・ベ・ス・ク（アリス）

1998年
- Natural -身も心も-（多上愛姫）
- PALETTE（萌木玉緒）
- With You 〜みつめていたい〜（鳴瀬真奈美）
- ぴあきゃろTOY BOX（日野森美奈）

1999年
- うぃずゆーTOY BOX（鳴瀬真奈美）

2000年
- Natural Zero+ -はじまりと終わりの場所で-（萌木玉緒、多上愛姫）
- カスタムSEXDOLL
- Aries（天使アミ）
- 闇鍋Aries〜明日への挑戦状〜（天使アミ）
- Bluelight Magic（ユキ）

2001年
- ラグナロク（ユキ）
- ゆきうさぎ（舞夢みらの、小泉牧）
- LOVE FOREVER Ⅰ Progress（小泉牧）

2002年
- 股人タクシー3（葵清美）
- ほしまつりのうた（羽衣香夜）
- 人形の館〜淫夢に抱かれたメイドたち〜（葛城十羽子）
- D.C. White Season 〜ダ・カーポ ホワイトシーズン〜（アミ）
- ぎゃくたま（長岑流風）
- 従姫 -ともひめ-（黒田奈緒）
- 朝の来ない夜に抱かれて -ETERNAL NIGHT-（吾妻珠姫）
- 月雀（テレーズ、ルイーゼ、ローザマリア）

2003年
- 永遠のアセリア -The Spirit of Eternity Sword-（倉橋時深、ヒミカ・レッドスピリット）
- 派遣制服（名和川静海）
- CROSS†CHANNEL（宮澄美里）
- 眠れぬ者達へ（佐村陽子）
- ショコラ 〜maid cafe "curio"〜（桜井真子、空港アナウンス、同級生3）
- なついろ〜星降る湖畔の夏休み〜（室星朱音）
- 虹の彼方に（高端そあら、萌木玉緒）
- 夏色☆こみゅにけ〜しょん♪（皆川杏子）
- 緋の月（椿）
- たまきゅう（神楽弥衣）
- ドキドキしすたぁパラダイス（葉山由香里）

2004年
- ナイトウィザード 魔法大戦 〜The Peace Plan to Save the World〜（青芽知月、エコール）
- コ・コ・ロ…0（甲斐谷百合花）
- 恥辱の学園〜投稿される女教師〜（水島景子）
- Aries PureDream（天使アミ）
- Aries LoveDream（天使アミ）
- ジュエルスオーシャン（八坂野るり）
- Yin-Yang! X Change Alternative（西園寺杏華）
- 下級生2（沢村香月）
- 狂*師R〜ねらわれた制服〜（篠原さとみ）
- いもうと〜Sweet&Bitter〜（石原可菜）

2005年
- 人形の館〜淫夢に抱かれたメイドたち〜 DVDPG EDITION（葛城十羽子）
- マジカルウィッチアカデミー 〜ボクと先生のマジカルレッスン〜（エクレール・バーネット、ミラ）
- 確かにキミはココにいた（樋渡東子）
- 淫妖蟲〜凌触学園退魔録〜（桃野李、桃野小桃）
- 蝶ノ夢 遊郭絵草紙（雅、小春）
- 鬼魂（坂本芽衣）
- 英雄×魔王（ディーネ）
- －喪服妻－「許してアナタ…私、弱い未亡人です」（紺野美恵）
- ぎゃくたま2（長岑一姫）
- ぎゃくたまR（長岑流風）
- 君に燈る灯（長船飛来）
- やきたてクロワッサン〜Autumn Leafの三姉妹〜（秋園悠花）
- パルフェ 〜ショコラ second brew〜 Re-order（桜井真子）

2006年
- AYAKASHI H（白神菊理）
- 双子新妻はるかとせつなの桃色新婚生活（はるか）
- マジカルウィッチアカデミー 〜ボクと先生のマジカルレッスン〜 DVDPG（エクレール・バーネット、ミラ）
- 艶劇倶楽部（朝倉杏）
- おしえて Re:メイド（彩辺紫）
- 純恋〜JUNREN〜（沖田羽澄）

2007年
- 聖なるかな -The Spirit of Eternity Sword 2-（エヴォリア、倉橋時深）
- Zwei Worter（ミュウ）
- CircusLand I 〜ドキ! ヒロインいっぱい初音島★コスプレミスコン祭り♪よりどりみどりで♪好きな子選んで着せ替え育成デートだょ 兄さん♪〜（天使アミ）
- Xross Savior（桜井真子）
- すぺしゃりて!（久坂栗子）
- しおふきマーメイド「だめ……コーチ!なにか出ちゃうぅ!」（大船沙織）

2008年
- ノンストップ痴漢特急（沼田ふなえ）

2014年
- CROSS†CHANNEL〜FINAL COMPLETE〜（宮澄美里）

### ドラマCD
1999年
- ナチュラル〜身も心も〜 ドラマCD Vol.1-2（出水由羽）

2000年
- ボイスドラマ ナチュラル〜身も心も〜（出水由羽）

2004年
- カルマ13 ドラマCD〜カルマがいっぱい!?〜
- ○学○年生（羽渡野・フォンティーヌ・鳩乃）
- ○学○年生起立！（羽渡野・フォンティーヌ・鳩乃）
- シャルロット〜Charlotte〜（シャルロット＝マーサ＝ベケット）

2006年
- おしえて Re:メイド Original Sound Track with ドラマCD（彩辺紫）

### ラジオCD
- アケミとマリカのがっちゅみりみり放送局 the BEST vol.1
- 2003年夏がっちゅ!!

## 音楽CD
| 発売日                   | 商品名                                                  | 歌                                           | 楽曲                               | 備考                                                    |
| ？年                     | ？年                                                    | ？年                                         | ？年                               | ？年                                                    |
| ------------------------ | ------------------------------------------------------- | -------------------------------------------- | ---------------------------------- | ------------------------------------------------------- |
|                          |                                                         | 鳩野比奈                                     | 「瑠璃色の彼方」                   | PCゲーム『感覚の鋭い牙』主題歌                          |
| 2004年                   |                                                         |                                              |                                    |                                                         |
|                          |                                                         | シャルロット＝マーサー＝ベケット（鳩野比奈） | 「風のオルゴール〜シャルロット〜」 | CDドラマ『シャルロット〜Charlotte〜』オープニングテーマ |
| 「光の中のシャルロット」 | CDドラマ『シャルロット〜Charlotte〜』エンディングテーマ | シャルロット＝マーサー＝ベケット（鳩野比奈） |                                    |                                                         |